# Centropyxidae
A Centropyxidae az Amoebozoa Arcellinida csoportjának kládja a Glutinoconcha taxonban, az Excentrostoma egyetlen ismert csoportja.

## Történet
Jung írta le 1942-ben, leírását először 2020-ban módosították Bobrov és Mazei a Frenopyxis stierlitzi felfedezésekor. Miután 1960-ban Bonnet és Thomas a Plagiopyxidae csoportot leírták, a két csoport egyike volt. Eleinte kevés ismert Excentrostoma-minta volt, csak Lahr et al. 2019-es munkájától lett jól dokumentált e klád. Ekkor a Plagiopyxidae mellett szerepelt molekuláris filogenetika alapján az Excentrostoma egyik családjaként. Erről 2022-ben González-Miguéns et al. igazolták, hogy nem klád, mert az Excentrostomán belül bazális Bullinularia mellett más, kevésbé bazális nemzetségeket is tartalmazott, így e két csoport egyesült a Centropyxidae név alatt, így az Excentrostoma monotipikus csoport lett.
1970-ben Valkanov a Centropyxiella nemzetséget leírásában a Centropyxidae rokonaként és a Centropyxishez hasonló morfológiájú csoportként írta le, de a Filosea rokonának is tekintette nyílása kifelé ívelő környezete miatt. Mivel azonban élő példányt nem figyelt meg, sejtplazmájáról és állábairól nem tudott beszámolni. Későbbi szerzők – bár élő példányt szintén nem figyeltek meg – a Centropyxidae rokonának tekintették. 1979-ben Sudzuki e nemzetséget a Psammonobiotidae kládba sorolta, de nem érvelt mellette, és saját megfigyelésről se számolt be, így nem fogadták akkor el. Ez utóbbit 2007-ben fogadták el Golemanszkij és Todorov.
Ralf Meisterfeld 2002-ben a Difflugina csoportba sorolta fajait.
1996-ban Patterson, Barker és Burbidge kimutatták, hogy a Centropyxidae ellenáll a fém- és félfémszennyeződéseknek, ezt 2016-ban ismét igazolták Nasser et al.

## Morfológia
Vastag, ujjszerű állábai lehetnek, ásványi anyagokból összetapadt héja xenoszómákkal és idioszómákkal is rendelkezhet. Bár héján a nyílás gyakran kissé nyomott és a központitól kissé eltérő helyzetű, ennek helyzete változatos – például van terminális nyílású, a Difflugia nemzetséghez hasonló morfológiájú és kriptosztómiás faja is.

## Élőhely
Kozmopolita, megtalálható tőzeg-, síklápokban, folyók árterében és lagúnáiban: például a felső-Paraná árterében a 3. leggyakoribb Arcellinida-klád az Arcellidae és Difflugiidae után. Vannak euribionta fajai. Szigeteken és kontinenseken egyaránt előfordul – például a São Miguel-szigeten legalább 5 faja él.
Magasabb arzénkoncentrációjú üledékben aránya nagyobb, mint alacsony arzénkoncentrációjúban, ezért stresszindikátorként használható. Például a Frame-tóban – ahol a 20. századtól jelentős mennyiségű arzén került a vízbe, majd az üledékbe – a limnológiai alapkörülményekhez (i. e. 5000 előtt) tartozó üledékben a Difflugiidae erős dominanciát mutat, de az arzénszennyezés során (1962–1994) keletkezett üledékekben jelentősen csökkent ennek mennyisége – a Difflugiidae/Centropyxidae-arány 0,33 alatt is volt, az eutrofizáció során kialakult mintákban a Difflugiidae 0,55 felett volt.
Városi parkokban is megtalálható. Óceáni szigetcsoportokban az egyik leggyakrabban észlelt Arcellinida-klád.
Édesvízben és talajban egyaránt gyakori, sós vízben viszont ritkább, ottani fajai az általánoshoz (nyomott, nem pontosan központi helyzetű nyílás) hasonló morfológiájúak.

## Ökológia
A Paraná-ártérben nem mutat szezonális ciklust, és nem igazodik hidrológiai ciklushoz. A littorális zóna közelében gyakoribb, mint a pelágikus zónában, de a pelágikus zónában is megtalálható elsősorban könnyű héja vagy lapos alakja miatt, mely megkönnyíti a bentosztól és a perifitontól való sodródást, és nehezíti az aljzatra süllyedést.
Egyes növények – például az Eichhornia crassipes – epibiontája is lehet.

## Fosszíliák
Legtöbb fosszíliája mezozoikumi, de ismertek paleozoikumi és kainozoikumi fosszíliái is. Legkorábbi ismert fosszíliái karbon koriak.